# Joachim Trier
Joachim Trier (Copenhague, 1 de marzo de 1974) es un director de cine noruego. Su padre, Jacob Trier, fue el técnico de sonido de Flåklypa Grand Prix, uno de los largometajes noruegos más célebres de 1975.

## Carrera
En su juventud, era un skateboarder de cierto nivel y empezó a rodar y producir sus propios vídeos de demostración. Su pasión por el cine le llevó a realizar los estudios En el European Film College en Ebeltoft en 1995 y 1996 y seguir esa formación en el National Film & Television School de Gran Bretaña. Sus películas se centran principalmente en la memoria y la identidad, que considera temas esenciales del cine y ha expresado que sus futuros proyectos serían principalmente centrado en sus intereses personales.
Su debut Reprise nos enseña la historia de dos aspirantes a escritores y su relación ambivalente. La cinta recibió diversos premios nacionales, incluidos los Premios Amanda y la Aamot Statuette, e internacionales, con premios en Toronto, Estambul, Rotterdam, Milán, Karlovy Vary, y fue nombrado como uno de los 10 directores a tener en cuenta en 2007 de la revista Variety'.
Su siguiente trabajo Oslo, 31 de agosto en 2011 fue presentada en la sección Un Certain Regard del Festival Internacional de Cine de Cannes de 2011. La cinta es una adaptación de la obra de Louis Malle El fuego fatuo, pero cambiando su escenario de París a Oslo. El largometraje recibió el elogio de la crítica y fue considerada por algunos críticos com uno de las mejores películas de 2012. En 2014, fue nominado como uno de los meimbros del jurados de la sección "Cinéfondation" del festival de Cannes.
Su primer largometraje en inglés fue Louder Than Bombs (2015), protagonizado por Jesse Eisenberg, Gabriel Byrne y Isabelle Huppert, y también fue bien recibido por la crítica. Fue seleccionado par aparticipar en la sección oficial del Festival Internacional de Cine de Cannes de 2015. Su cuarto trabajo sería una película de terror sobrenatural llamada Thelma y que fue presentada en el Festival Internacional de Cine de Toronto y fue escogida por Noruega para representar a su país en el Óscar a la Mejor película de habla no inglesa de 2018. La cinta fue exhibida en una cuarentena de festivales y recibió 15 premios.[cita requerida]
En 2018, fue escogido para ser el presidente del jurado de la Semana de la Crítica del Festival Internacional de Cine de Cannes de 2018.

## Filmografía
- Reprise (2006)
- Oslo, 31 de agosto (2011)
- Louder Than Bombs (2015)
- Thelma (2017)
- La peor persona del mundo (2021)
- Valor sentimental (2025)

### Cortometrajes
- Still (2001)
- Procter (2002)